# RETScreen
RETScreen Clean Energy Management Software (сокращенно RETScreen) — программный пакет, разработанный по заказу правительства Канады. Версия RETScreen Expert была представлена в 2016 году на форуме Clean Energy Ministerial, проходившем в Сан-Франциско.
RETScreen Expert — текущая версия программного обеспечения, выпущенная 19 сентября 2016 г. Программное обеспечение позволяет провести исчерпывающий анализ и определить техническую и финансовую целесообразность потенциальных проектов электростанций на источниках возобновляемой энергии, а также их энергетическую эффективность; кроме того, с его помощью можно провести измерение и контроль фактической производительности предприятий и определить возможности экономии/производства энергии. "Режим просмотра" в RETScreen Expert бесплатен; в нем можно получить доступ ко всем функциям программного обеспечения. В отличие от предыдущих версий RETScreen, теперь доступен новый "Профессиональный режим" (позволяющий пользователям сохранять, печатать и т.д.) на базе ежегодной подписки.
Пакет RETScreen Suite, состоящий из RETScreen 4 и RETScreen Plus, представляет собой предыдущую версию программного обеспечения  RETScreen. RETScreen Suite включает в себя анализ когенерации (совместного производства тепла и электроэнергии) и автономного энергопроизводства.
В отличие от RETScreen Suite, RETScreen Expert представляет собой единую интегрированную программную платформу; в ней используются детальные исчерпывающие образцы оценки проектов; в нее также включена возможность анализа портфеля. В RETScreen Expert  интегрирован ряд баз данных, включая глобальную базу данных климатических условий, полученную с 6 700 наземных станций и спутников NASA; базу сравнительных данных; стоимостную базу; базу данных проектов; базу гидрологических данных и базу данных оборудования. Программное обеспечение также включает в себя множество мультимедийных обучающих материалов, включая электронный учебник.

## История
Первая версия RETScreen вышла 30 апреля 1998 года. RETScreen версии 4 был представлен министром Канады по охране окружающей среды 11 декабря 2007 г. в Бали (Индонезия). Программное обеспечение RETScreen Plus выпущено в 2011 г. Версия RETScreen Suite (включающая в себя RETScreen 4 и RETScreen Plus с многочисленными дополнительными обновлениями), вышла в 2012 г. Версия RETScreen Expert вышла 19 сентября 2016 г.

## Программные требования
Для работы программного обеспечения требуется Microsoft® Windows 7 SP1, Windows 8.1, Windows 10 и Microsoft® .NET Framework 4.7 или выше. ПО может работать и на компьютерах Apple Macintosh с использованием Parallels или VirtualBox для Mac.

## Партнеры
Проектом RETScreen руководит и оказывает финансовую поддержку исследовательский центр CanmetENERGY в Варене при департаменте природных ресурсов Канады. Основная группа разработчиков сотрудничает с рядом других государственных и многосторонних организаций, получая техническую поддержку со стороны крупной сети экспертов из отраслевых, государственных и академических учреждений. Главными партнерами являются Исследовательский центр НАСА в Лэнгли, Партнерство по возобновляемым источникам энергии и энергоэффективности (REEEP), независимый оператор электрических сетей (IESO) из Онтарио, отдел энергетики подразделения по технологиям, промышленности и экономике в рамках программы ООН по окружающей среде (UNEP), Глобальный экологический фонд(GEF), фонд Prototype Carbon Fund Всемирного банка и Sustainable Energy Initiative Йоркского университета.

## Примеры использования
По состоянию на февраль 2018 года программное обеспечение RETScreen имеет более 575 000 пользователей во всех странах и административно-территориальных образованиях.
Независимое исследование по воздействию на окружающую среду выявило, что к 2013 году использование RETScreen по всему миру привело к экономии пользовательских расходов на сумму свыше 8 млрд. долл. США, снижению выбросов парниковых газов на 20 Мт в год и созданию установок для производства чистой энергии общей мощностью не менее 24 ГВт.
RETScreen широко используется для продвижения и внедрения проектов с использованием источников чистой энергии. Например, RETScreen использовалось:
- для модернизации здания Эмпайр-стейт-билдинг с использованием энергоэффективных технологий[22]
- на производственных предприятиях компании 3M Canada[23]
- для анализа новых потенциальных проектов в ветроэнергетической промышленности Ирландии[24]
- для мониторинга эксплуатационных показателей в сотнях школ в Онтарио[25]
- в программе комбинированного производства тепла и электроэнергии (оптимизация биоэнергии) компании Manitoba Hydro для анализа областей применения проекта[26][27]
- для управления энергопотреблением в кампусах университетов и колледжей[28]
- в многолетней оценке эффективности фотоэлектрических установок в Торонто (Канада)[29][30]
- для анализа солнечных систем воздушного отопления на базах ВВС США[31]
- для коммунальных предприятий, включая определение возможностей модернизации генерирующих мощностей в различных муниципалитетах Онтарио с целью повышения энергоэффективности.[32][33]

Большая подборка статей о том, как ПО RETScreen использовалось в различных ситуациях, доступна на странице RETScreen в LinkedIn.
RETScreen также использовалось в качестве учебного и исследовательского инструмента в более чем 1100 университетах и колледжах по всему миру, и на это ПО часто ссылаются в академической литературе. Примеры использования RETScreen в академических кругах можно найти в разделах “Publications and Reports” и "University and College Courses" бюллетеня RETScreen Clean Energy Bulletin.
Программами по стимулированию использования источников чистой энергии рекомендуется или предписывается использование RETScreen на всех государственных уровнях по всему миру, включая Рамочную конвенцию ООН об изменении климата (UNFCCC) а также в ЕС, Канаде, Новой Зеландии и Великобритании; во многих штатах США и провинциях Канады; городах и муниципалитетах; а также в коммунальных службах. Национальные и региональные учебные семинары RETScreen проводились по официальному запросу правительства Чили, Саудовской Аравии и 15 стран Западной и Центральной Африки, а также Энергетической организации Латинской Америки (OLADE).

## Награды и признание
В 2010 году организация RETScreen International награждена Public Service Award of Excellence, высочайшей наградой правительства Канады для государственных служащих.
RETScreen и команда RETScreen были номинированы и получили другие многочисленные престижные награды, включая Ernst & Young/Euromoney Global Renewable Energy Award, Energy Globe (национальная награда Канады) и GTEC Distinction Award Medal.

## Отзывы
В обзоре Международного энергетического агентства, посвященному бета-выпуску RETScreen, гидроэнергетическая часть получила оценку "очень впечатляет". Европейское агентство по окружающей среде заявляет, что RETScreen является "чрезвычайно полезным инструментом" RETScreen также называли "одним из немногих программных инструментов, на сегодняшний день наилучшим среди доступных для оценки экономической эффективности установок возобновляемой энергии" и "инструментом для гармонизации рынка чистой энергии во всем мире".